# Rosocha (Piecki)
Rosocha (deutsch Jägerswalde) ist ein Dorf in der polnischen Woiwodschaft Ermland-Masuren. Es gehört zur Landgemeinde Piecki (deutsch Peitschendorf) im Powiat Mrągowski (Kreis Sensburg).

## Geographische Lage
Rosocha liegt an der Kruttinna (polnisch Krutynia) im mittleren Süden der Woiwodschaft Ermland-Masuren, 25 Kilometer südöstlich der Kreisstadt Mrągowo (deutsch Sensburg). Wenige hundert Meter östlich des Dorfes befindet sich der Dusssee (polnisch Jezioro Duś).

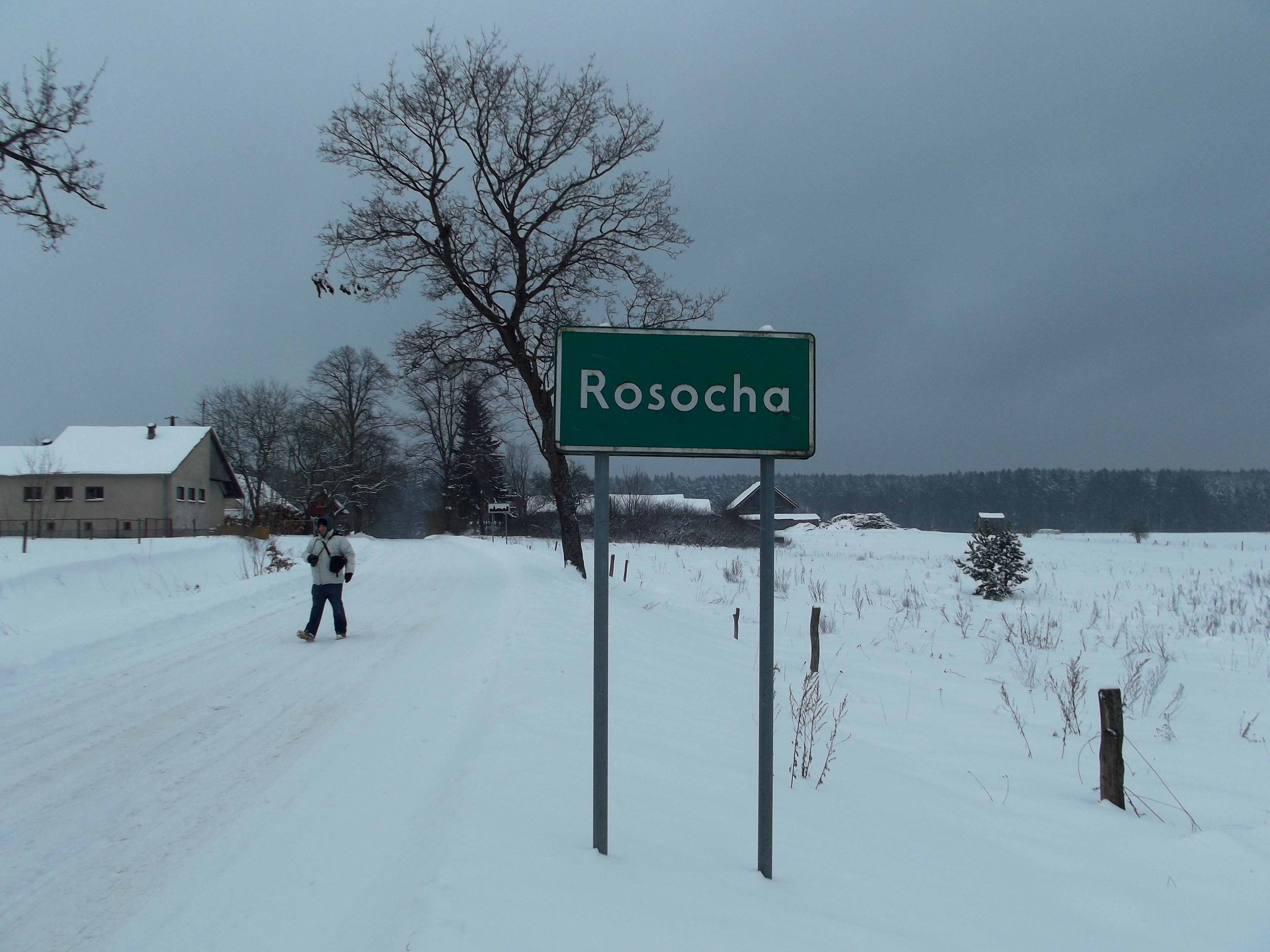
Ortseinfahrt in das winterliche Rosocha

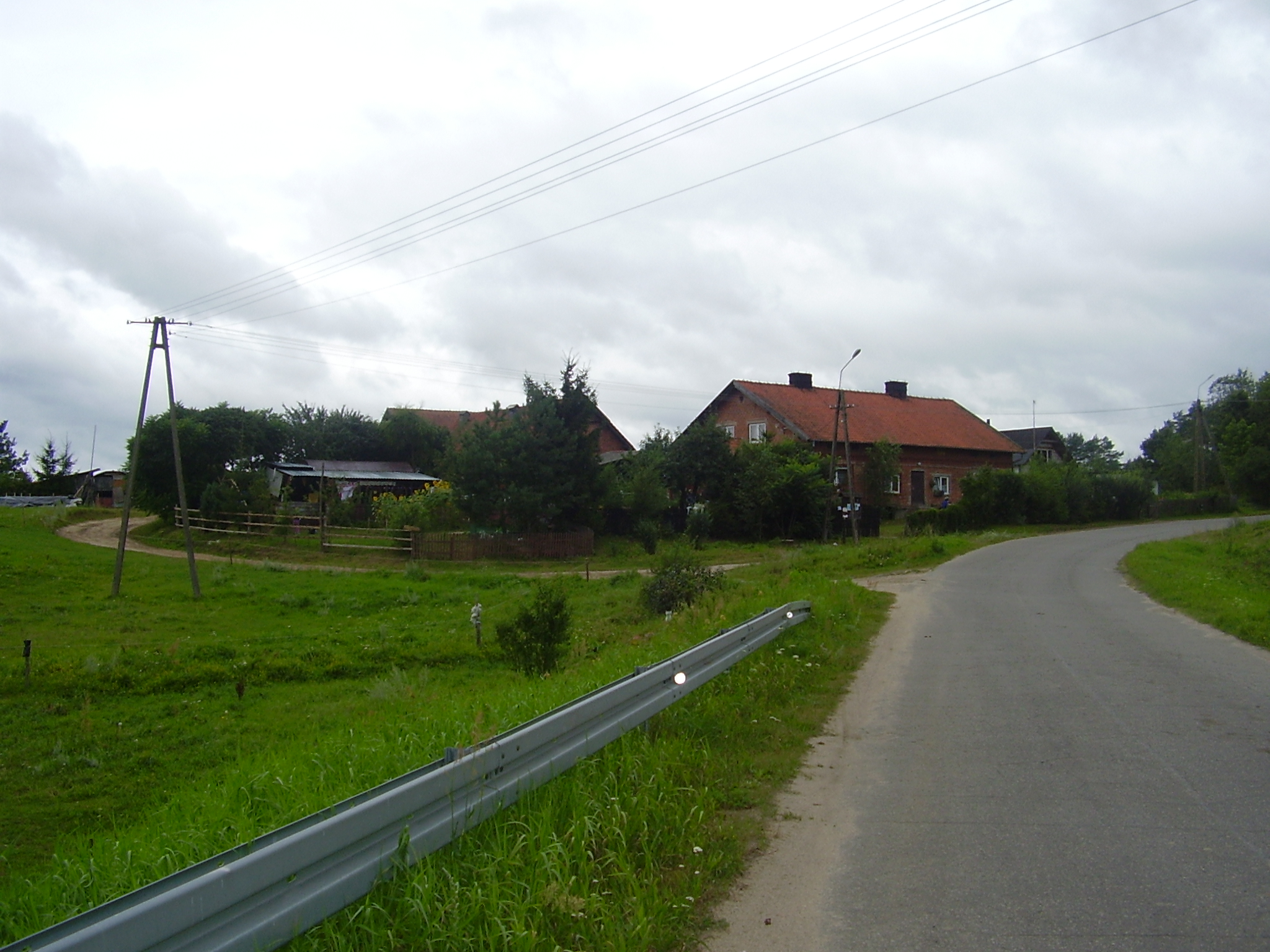
Dorfstraße in Rosocha

## Geschichte
Das später mit einer bedeutenden Ziegelei ausgerüstete Dorf Jägerswalde bestand ursprünglich lediglich aus ein paar großen und kleinen Höfen. Zwischen 1874 und 1945 war der Ort in den Amtsbezirk Kruttinnen (auch: Cruttinnen, polnisch Krutyń) eingegliedert, der zum Kreis Sensburg im Regierungsbezirk Gumbinnen (ab 1905: Regierungsbezirk Allenstein) in der preußischen Provinz Ostpreußen gehörte.
Aufgrund der Bestimmungen des Versailler Vertrags stimmte die Bevölkerung im Abstimmungsgebiet Allenstein, zu dem Jägerswalde gehörte, am 11. Juli 1920 über die weitere staatliche Zugehörigkeit zu Ostpreußen (und damit zu Deutschland) oder den Anschluss an Polen ab. In Jägerswalde stimmten 60 Einwohner für den Verbleib bei Ostpreußen, auf Polen entfielen keine Stimmen.
In Kriegsfolge kam Jägerswalde 1945 mit dem gesamten südlichen Ostpreußen zu Polen und erhielt die polnische Namensform „Rosocha“. Heute ist das Dorf Sitz eines Schulzenamtes (polnisch Sołectwo) und somit eine Ortschaft innerhalb der Landgemeinde Piecki (Peitschendorf) im Powiat Mrągowski (Kreis Sensburg), bis 1998 der Woiwodschaft Olsztyn, seither der Woiwodschaft Ermland-Masuren zugehörig.

### Einwohnerzahlen
| Jahr | Anzahl |
| ---- | ------ |
| 1818 | 59     |
| 1839 | 78     |
| 1867 | 91     |
| 1885 | 99     |
| 1898 | 96     |
| 1905 | 90     |
| 1910 | 73     |
| 1933 | 225    |
| 1939 | 227    |
| 2011 | 142    |

## Kirche
Bis 1945 war Rosocha in die evangelische Kirche Alt Ukta in der Kirchenprovinz Ostpreußen der Kirche der Altpreußischen Union sowie in die katholische St.-Adalbert-Kirche in Sensburg im damaligen Bistum Ermland eingepfarrt.
Heute gehört Rosocha zur evangelischen Kirchengemeinde Ukta – einer Filialgemeinde der Pfarrei in Mikołajki (Nikolaiken) in der Diözese Masuren der Evangelisch-Augsburgischen Kirche in Polen, außerdem zur katholischen Pfarrei Ukta im jetzigen Erzbistum Ermland in der polnischen katholischen Kirche.

## Sport

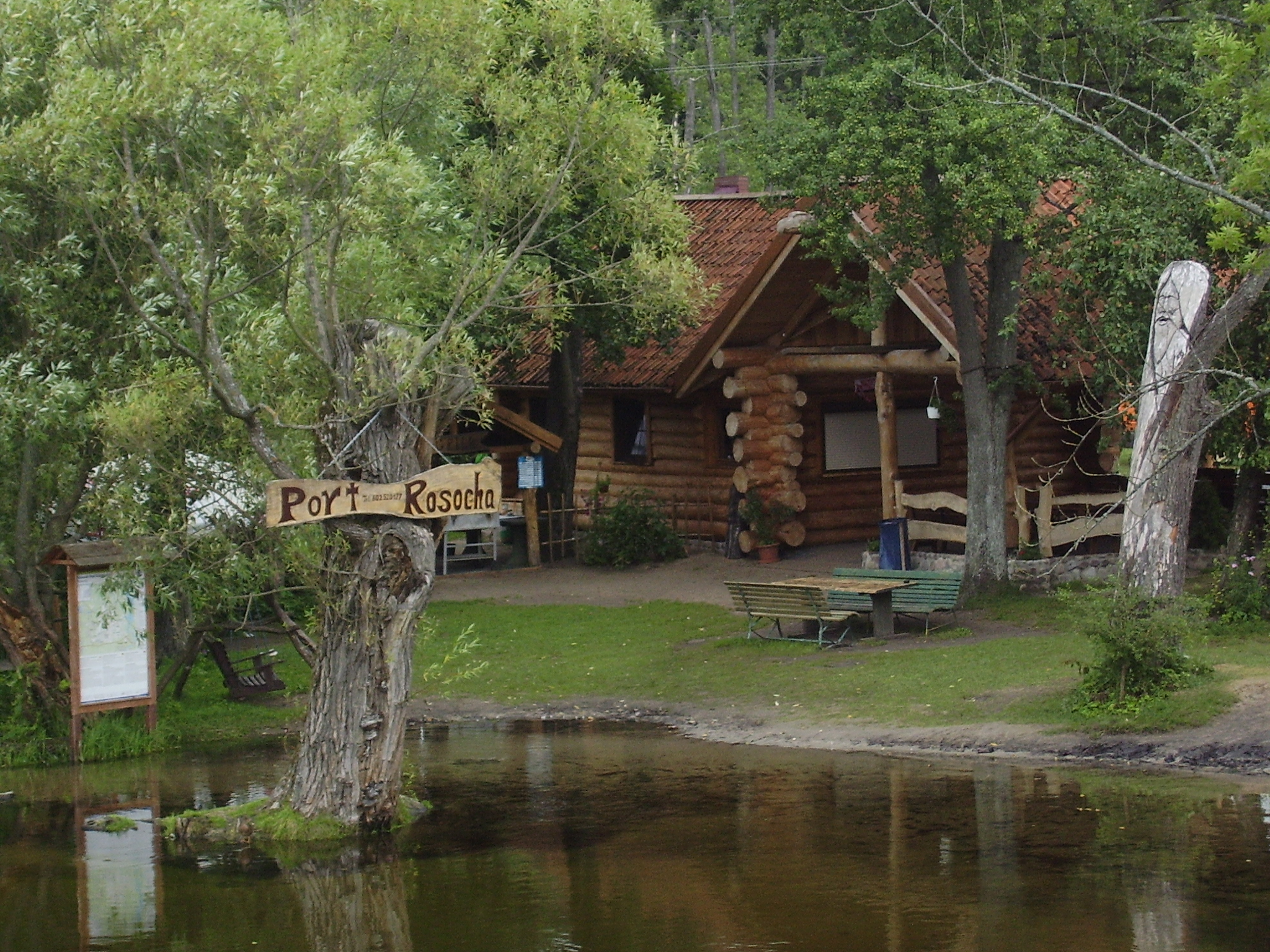
Der „Port“ in Rosocha

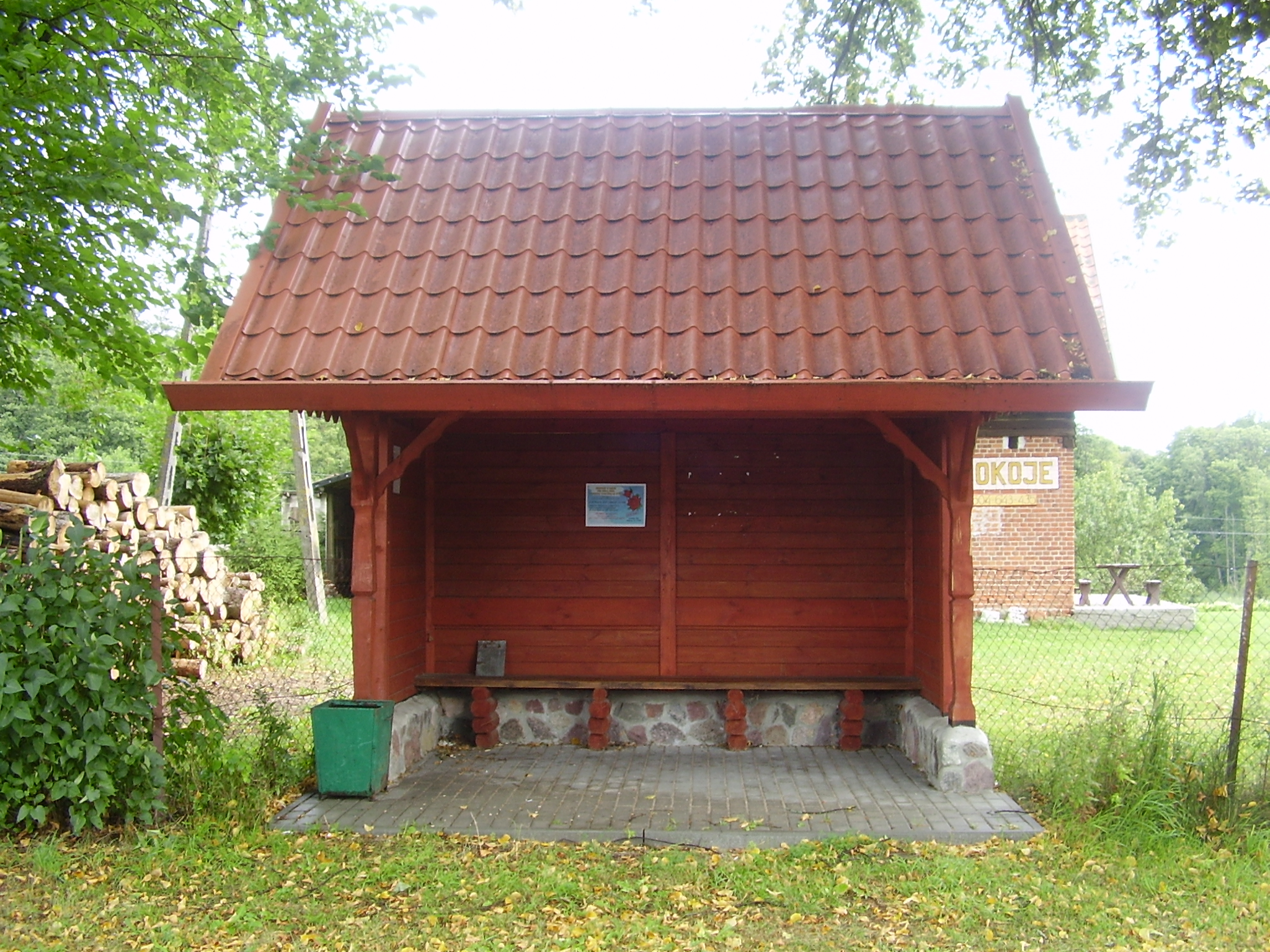
Buswartehäuschen in Rosocha

Aufgrund seiner Lage an der Kruttinna (polnisch Krutynia) ist Rosocha begehrtes Ausflugsziel für Kanusportler. Der fast 100 Kilometer lange Fluss ist eine klassische Kanutourenstrecke, in die Rosocha miteinbezogen ist.

## Verkehr
Rosocha liegt an einer Nebenstraße, die die beiden Hauptverkehrsstraßen Landesstraße 58 und Woiwodschaftsstraße 610 miteinander verbindet und am Ostufer der Kruttinna entlang über Zielony Lasek (Grünheide) und Krutyń (Kruttinnen) verläuft.
Eine Anbindung an das Schienennetz hat Rosocha nie besessen. Bis heute verkehren Busse im Personennahverkehr und verbinden Rosocha mit der Region.